# Radha Mitchell
Radha Mitchell (Melbourne, Victòria, 12 de novembre de 1973) és una actriu australiana. La seva filmografia principal inclou títols com High Art (1998), Uprising (2001), Phone Booth (2003), Man on Fire (2004), Descobrir el País de Mai Més (2004), Melinda i Melinda (2004), El joc de l'amor (2007), El miracle de Henry Poole (2008) i Olympus Has Fallen (2013). També va participar en la sèrie de televisió Neighbours (1994, 1996-1997).

## Filmografia
- 1996:	Love and Other Catastrophes
- 1998:	High Art
- 1998: Cleopatra's Second Husband
- 1999:	Sleeping Beauties
- 1999: Kick
- 2000: Everything Put Together
- 2000: Pitch Black
- 2000: Cowboys and Angels
- 2001: Ten Tiny Love Stories
- 2001: Nobody's Baby
- 2001: When Strangers Appear
- 2001: Uprising
- 2002: Dead Heat
- 2002: Phone Booth
- 2002: Four Reasons
- 2003: Visitors
- 2004: Man on Fire
- 2004: Descobrir el País de Mai Més (Finding Neverland)
- 2005: Melinda and Melinda
- 2005: Mozart and the Whale
- 2006: Silent Hill
- 2006: The Half Life of Timofey Berezin
- 2007: El joc de l'amor (Feast of Love)
- 2007: Rogue
- 2008: El miracle de Henry Poole
- 2008: The Children of Huang Shi
- 2008: What We Take from Each Other
- 2009: Thick as Thieves
- 2009: Surrogates
- 2009: The Waiting City
- 2010: The Crazies
- 2012: Silent Hill: Revelation 3D
- 2012: Big Sur
- 2013: Olympus Has Fallen
- 2013: Fugly!
- 2013: The Frozen Ground
- 2013: Gus
- 2013: Evidence
- 2013: Bird People
- 2017: The Shack